# Kolu (Haapsalu)
Koordinaten: 58° 52′ N, 23° 31′ O
Kolu (deutsch Kollo) ist ein Dorf (estnisch küla) in der Stadtgemeinde Haapsalu (bis 2017: Landgemeinde Ridala) im Kreis Lääne in Estland.

## Einwohnerschaft und Geschichte
Der Ort hat siebzehn Einwohner (Stand 31. Dezember 2011).
Das Dorf wurde erstmals 1550 urkundlich erwähnt. 1986 haben Archäologen Spuren einer Besiedlung gefunden, die auf die erste Hälfte des zweiten Jahrtausends vor Christus zurückgehen.